# Charles De Jaegher
Karel Amand Paul Maria (Charles) De Jaegher (Nieuwpoort, 11 november 1875 - Tienen, 17 april 1945) was een Belgisch arts en politicus voor de Liberale Partij.

## Levensloop
De Jaegher promoveerde tot doctor in de geneeskunde aan de ULB en vestigde zich in Tienen. Hij werd er geneesheer van het Bureel van weldadigheid en van de godshuizen, beheerder van maatschappijen voor goedkope woningen, voorzitter van het gewestelijk comité van het Nationaal Werk van de wezen van slachtoffers van arbeidsongevallen, lesgever en dokter in de provinciale normaalschool van Brabant.
In 1906 werd hij verkozen tot gemeenteraadslid van Tienen, in 1920-1921 was hij schepen en van 1921 tot aan zijn dood was hij burgemeester. Tijdens de Tweede Wereldoorlog, in 1943, werd hij door de Duitse bezetter op basis van de 'leeftijdsverordening' van 7 maart 1941  opzij geschoven ten voordele van VNV-er Marcel Engelen, die jonger was en wel beter wou samenwerken met de bezetter. Na de bevrijding nam hij zijn functie weer op.
Van 1921 tot 1925 en van 1932 tot aan zijn dood was hij liberaal volksvertegenwoordiger voor het arrondissement Leuven.
In Tienen was een school naar hem vernoemd, met name het Instituut Charles Dejaegher.